# Нова-Суха (гмина)
Нова-Суха (пол. Nowa Sucha) — сельская гмина (волость) в Польше, входит как административная единица в Сохачевский повет, Мазовецкое воеводство. Население — 5910 человек (на 2004 год).

## Демография
| Перепись                       | Всего   | Всего | Женщины | Женщины | Мужчины | Мужчины |
| ------------------------------ | ------- | ----- | ------- | ------- | ------- | ------- |
| Единицы                        | человек | %     | человек | %       | человек | %       |
| Население                      | 5910    | 100   | 2999    | 50,7    | 2911    | 49,3    |
| Плотность населения (чел./км²) | 65,4    | 65,4  | 33,2    | 33,2    | 32,2    | 32,2    |

## Сельские округа
1. Антонев
2. Божимувка
3. Браки
4. Глинки
5. Колёня-Градовска
6. Корнелин
7. Леонув
8. Косцельна-Гура
9. Козлув-Бискупи
10. Козлув-Шляхецки
11. Курдванув
12. Марысинек
13. Мизерка
14. Стары-Жылин
15. Нова-Суха
16. Новы-Бялынин
17. Новы-Дембск
18. Новы-Козлув-Други
19. Шелиги
20. Новы-Козлув-Первши
21. Окопы
22. Орлув
23. Рокотув
24. Розтропна
25. Стара-Суха
26. Новы-Жылин
27. Стары-Бялынин
28. Стары-Дембск
29. Викцинек
30. Закшев
31. Градув

## Соседние гмины
1. Гмина Болимув
2. Гмина Коцежев-Полуднёвы
3. Гмина Неборув
4. Гмина Рыбно
5. Гмина Сохачев
6. Сохачев
7. Гмина Тересин
8. Гмина Вискитки